# Nemophora metallica

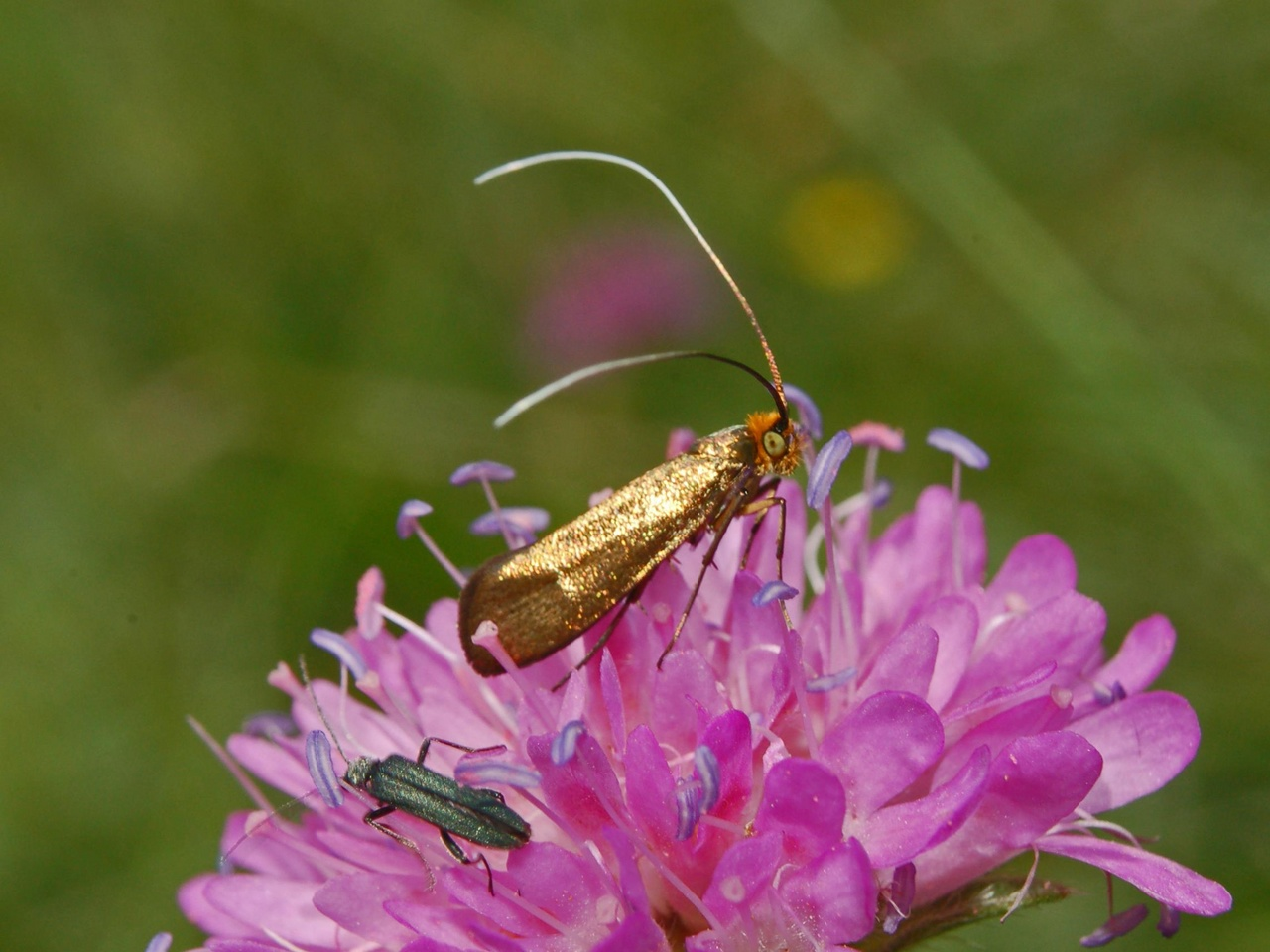
Lateral view

Nemophora metallica là một loài bướm đêm thuộc họ Adelidae. Loài này được tìm thấy ở châu Âu.
Sải cánh dài 15–20 mm. Loài bướm này xuất hiện ở cuối tháng 6 đến tháng 8 tùy theo địa điểm.
Ấu trùng ăn Knautia arvensis và Scabiosa columbaria.

## Hình ảnh

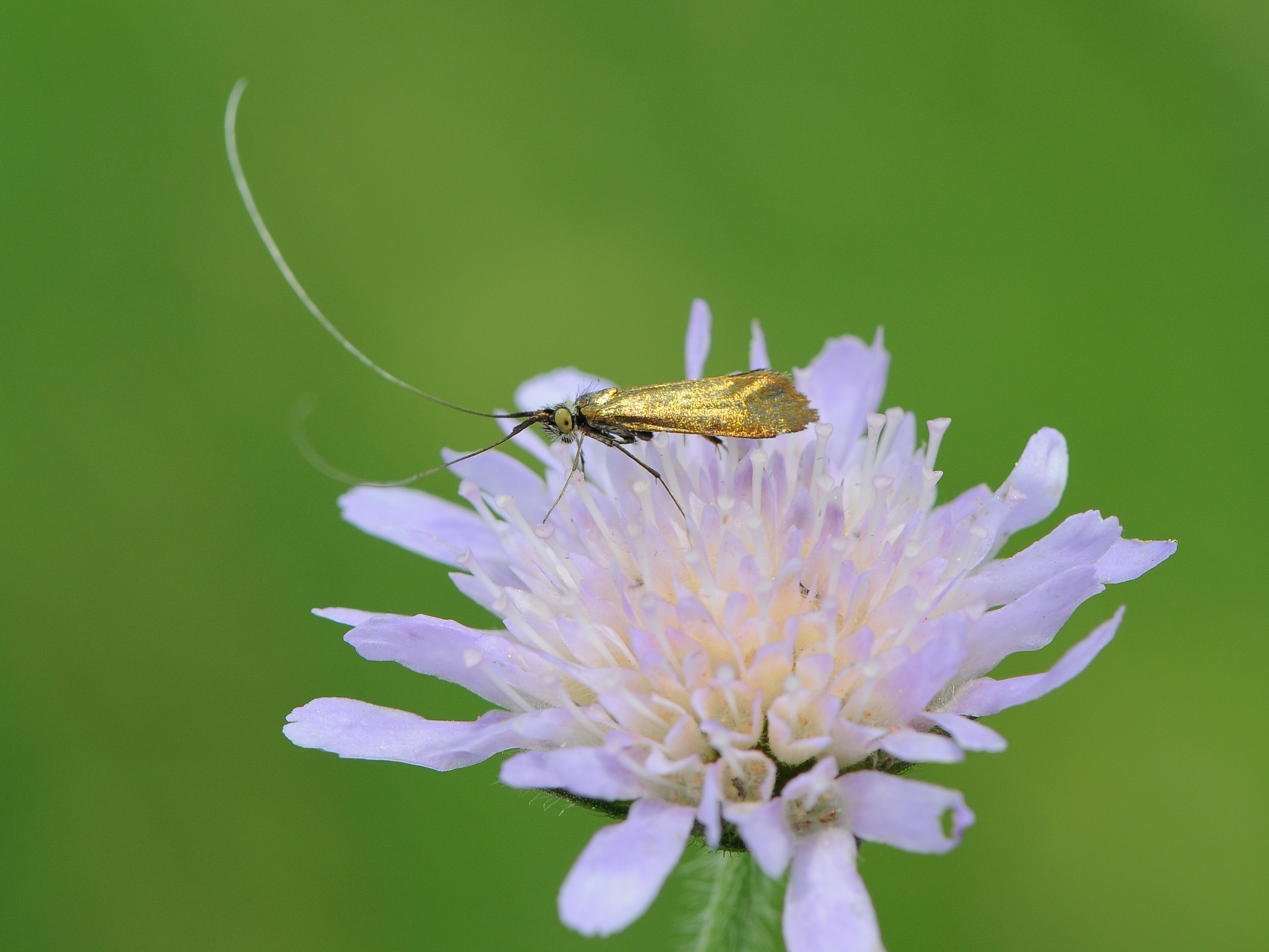
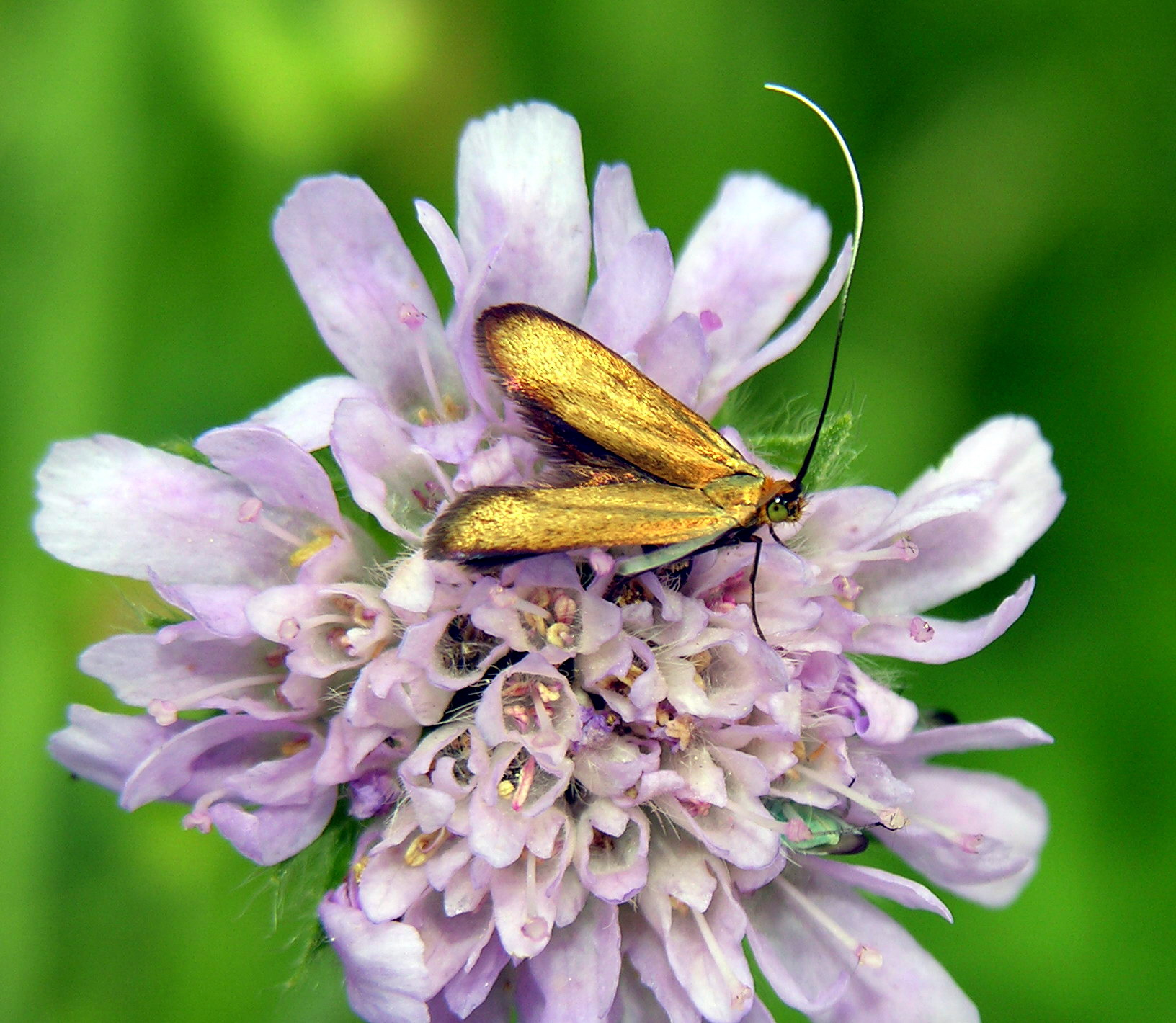
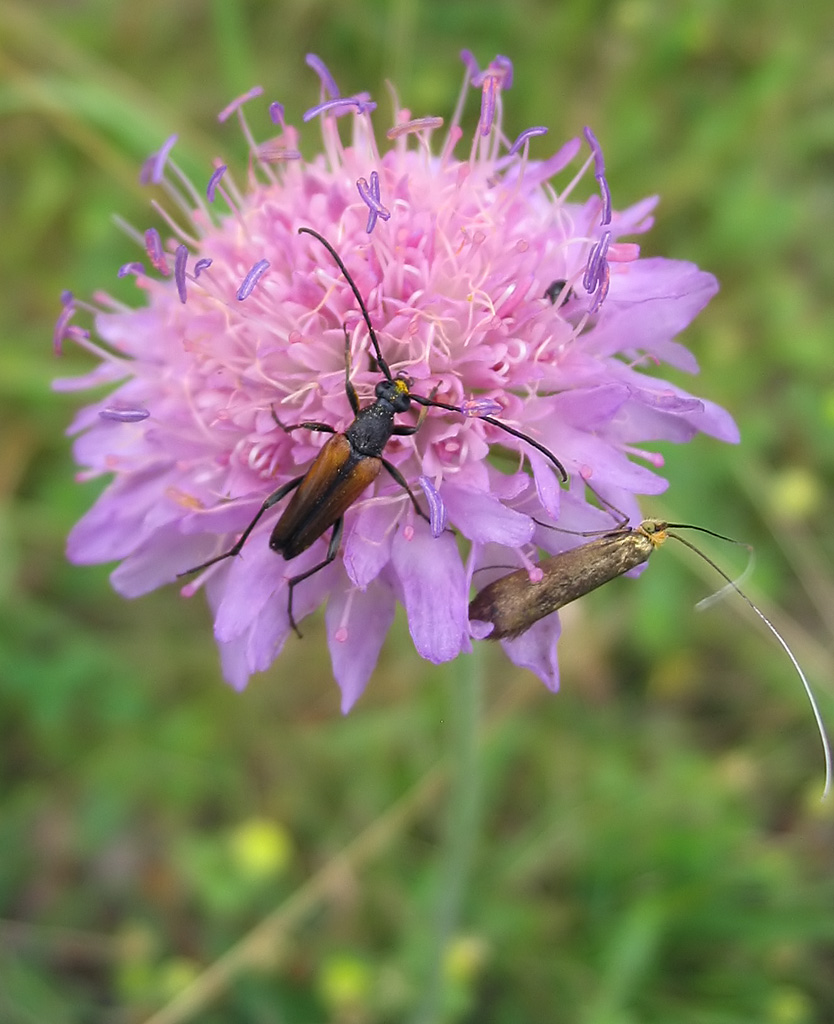